# Gheorghe Ionescu-Sinaia
Gheorghe Ionescu-Sinaia (n. 18 aprilie 1888, loc. Breaza, jud. Prahova; d. 1969, Sinaia) a fost un general român.

## Biografie
După absolvirea liceului „Sfinții Petru și Pavel” din Ploiești a urmat, între 1908 - 1910, cursurile Școlii Militare de Ofițeri de Infanterie din București fiind avansat la gradul de sublocotenent la 1 iulie 1910.
A participat la luptele desfășurate pentru întregirea neamului românesc. După participarea la luptele de la Mărășești, ofițerul a fost avansat, la 1 septembrie 1917, la gradul de maior și promovat în funcția de comandant de batalion infanterie.
A fost decorat cu Ordinul „Mihai Viteazul”, clasa III, pentru modul cum și-a condus compania din Regimentul de Vânători de Munte în Bătălia de la Oituz, din 1917.
„Pentru vitejia și avântul cu care a atacat în ziua de 30 iulie 1917 pe inamic, capturându-i prizonieri, iar pe 8 august, atacând cota 730, a ocupat-o, aruncând pe dușman din tranșee, silindu-l a se retrage în fugă spre Coșna.”
Înalt Decret no. 1191 din 16 octombrie 1917 1919:p. 104

## Grade obținute
- 1927 - Locotenent-Colonel,
- 1934 - Colonel,
- 1939 - General de brigadă,

Generalul Gheorghe Ionescu-Sinaia a îndeplinit cele mai importante funcții de conducere în perioada celui de-al doilea război mondial.
La 1 ianuarie 1941 a fost numit la comanda Brigăzii 2 Mixte Gardă. După mai bine de un an, cât timp s-a aflat la comanda acestei brigăzi, generalul Ionescu a fost avansat la gradul de general de divizie, în primăvara anului 1942, iar la 23 aprilie 1942 a fost promovat în funcția de comandant al Diviziei 13 Infanterie din Ploiești cu care a luat parte la luptele grele din toamna anului 1942, de la Cotul Donului și din sud-vestul Stalingradului. Mărturie a spiritului de jertfă dovedită, divizia a pierdut pe câmpul de luptă 209 ofițeri, 41 subofițeri și 6.614 gradați și soldați. A fost înaintat la gradul de general de divizie la 25 octombrie 1942.
Înapoiat de pe front, generalul de divizie Gheorghe Ionescu-Sinaia a fost numit în funcția de comandant al Etapelor de Est.
În această calitate l-a înlocuit pe generalul Mircea Dumitru (și el fost comandant al Diviziei 13 Infanterie) și a avut ca principală sarcină menținerea ordinii în zona de operații ale armatelor române.
Generalul Ionescu-Sinaia a fost decorat cu Ordinul „Steaua României” cu spade în gradul de Comandor cu panglică de „Virtute Militară”, prin Înaltul Decret Regal nr. 2.515 din 13 septembrie 1943. Acest ordin i-a fost preschimbat de regele Mihai I al României în Ordinul „Coroana României” cu spade în gradul de Mare Ofițer, cu panglică de „Virtute Militară”.
Înlocuindu-l pe generalul Mihai Stănescu, în perioada 20 martie - 15 august 1945, generalul Gheorghe Ionescu-Sinaia a fost numit comandantul Corpului Grănicerilor, după care, la 15 august 1945, a fost numit la comanda Corpului 2 Teritorial. A fost înaintat la gradul de gradul de general de corp de armată la 16 aprilie 1947, cu vechimea de la 23 august 1946.
Generalul de corp de armată Gheorghe Ionescu-Sinaia a fost trecut în cadrul disponibil la 9 august 1946, în baza legii nr. 433 din 1946, și apoi, din oficiu, în poziția de rezervă la 9 august 1947.
A încetat din viață în locuința sa din Sinaia în anul 1969, la vârsta de 81 de ani

## Decorații
- Ordinul „Steaua României” cu spade în gradul de Comandor cu panglică de „Virtute Militară” (13 septembrie 1943).[4] Acest ordin i-a fost preschimbat de regele Mihai I al României în Ordinul „Coroana României” cu spade în gradul de Mare Ofițer, cu panglică de „Virtute Militară”.[4]
- Ordinul „Mihai Viteazul”, clasa III, 16 octombrie 1917[2]:p. 104
- Ordinul „23 August” clasa a III-a (10 august 1964) „pentru merite deosebite în opera de construire a socialismului, cu prilejul celei de a XX-a aniversări a eliberării patriei”[6]